# Supergiant
Supergiant es una supervillana ficticia que aparece en los cómics estadounidenses publicados por Marvel Comics. 
El personaje ha hecho varias apariciones en medios, como televisión animada y videojuegos.

## Historial de publicaciones
Supergiant apareció por primera vez en Infinity # 1 (octubre de 2013) y fue creado por Jonathan Hickman y Jim Cheung.

## Historia
Supergiant es miembro del Orden Negro de Thanos. Ella es un omnipath mentalmente inestable y un parásito telepático que busca el intelecto y lo devora.
En la búsqueda del hijo de Thanos, Thane, durante la historia de Infinity, Supergiant y Corvus Glaive sitiaron la Escuela Jean Grey para el Aprendizaje Superior y derrotaron fácilmente a los X-Men. Se fueron después de darse cuenta de que Thane no estaba allí.
Cuando el Orden Negro se apoderó de Wakanda, Supergiant quedó bajo el control de Black Bolt a quien ordenaría mentalmente activar las bombas que los Illuminati escondieron en la Necrópolis de Wakanda. Cuando los Illuminati llegaron para salvar a Black Bolt, Supergiant usó la habilidad de Black Bolt para derrotar a los héroes. Al activar la bomba, Supergiant se encontró con Maximus, que tenía el gatillo. Maximus activó la bomba, pero también usó Lockjaw para transportar a Supergiant junto con la bomba a un planeta distante y deshabitado donde pereció en la explosión de la bomba.
Durante el arco de "No Surrender", Supergiant regresó como una proyección psíquica, junto con el resto del Orden Negro, gracias al Challenger que los había enfrentado contra la Legión Letal del Gran Maestro. Durante la batalla en la Antártida, la retirada de la Orden después de la muerte de Corvus Glaive. Supergiant se queda para tomar el control de Thor, pero es disipado por el miembro de la Legión Letal, Ferene el Otro.

## Poderes y habilidades
Supergiant tiene habilidades telepáticas que le permiten controlar la mente de cualquiera y alimentarse de su intelecto.

## En otros medios

### Televisión
- Supergiant aparece en la serie animada Avengers Assemble con la voz de Hynden Walch.[8] Aparece en los episodios "Nuevas Fronteras" y "Un Mundo de Vengadores".
- Supergiant aparece en la primera temporada de Guardians of the Galaxy, nuevamente con la voz de Hynden Walch.[8] Esta versión carece de poderes psíquicos, pero puede crecer hasta un tamaño gigantesco y ha salido previamente con Star-Lord antes de los eventos de la serie. En el episodio, "Juegos encubiertos", Supergiant es encarcelada en la sede del Cuerpo Nova hasta que los Guardianes de la Galaxia la liberan accidentalmente mientras se infiltraban en el Cuerpo Nova, aunque Gamora pudo someterla. En el episodio "Persigue a tu Amor", Supergiant trabaja con otra exnovia de Star-Lord, Lucy, para atacarlo después de descubrir que es el hijo de J'son.

### Videojuegos
- Supergiant aparece como un personaje jugable en Marvel: Avengers Alliance.[9]
- Supergiant aparece como un personaje jugable en Marvel: Future Fight.[10]
- Supergiant aparece como un personaje jugable en el DLC Infinity War para Lego Marvel Super Heroes 2.
- Supergiant aparece como un jefe en Marvel Ultimate Alliance 3: The Black Order, nuevamente con la voz de Hynden Walch.[8]